# Fritz Meyer-Scharffenberg
Fritz Meyer-Scharffenberg, Pseudonym für Friedrich (Christian Carl Martin) Meyer (* 19. Oktober 1912 in Wittenburg; † 24. Dezember 1975 in Rostock) war ein deutscher Schriftsteller.

## Biografie
Meyer-Scharffenberg war der Sohn eines Krankenpflegers und vormaligen Seemanns. Er wuchs bei seiner Großmutter in der Kleinstadt Wittenburg auf. Ab 1918 lebte er in Schwerin. Dort absolvierte er nach dem Besuch der Mittelschule von 1929 bis 1933 eine Lehre als Schriftsetzer. Anschließend war er arbeitslos und verdiente sich seinen Lebensunterhalt mit Aushilfstätigkeiten, u. a. als Versicherungsagent und Beifahrer. Von 1934 bis 1935 war er Soldat in Belgard. Danach wirkte er als Journalist in Neubrandenburg. Von 1939 bis 1945 nahm er als Wehrmachtssoldat am Zweiten Weltkrieg teil. 1945 geriet er in amerikanische Kriegsgefangenschaft. 1948 wurde er von einem sowjetischen Militärtribunal in Schwerin wegen „Nichtanzeige“ eines Bekannten zu einer zehnjährigen Haftstrafe verurteilt und war u. a. in Sachsenhausen inhaftiert. Nach seiner Entlassung kehrte er 1953 nach Mecklenburg zurück; anfangs lebte er in Bössow und Stellshagen, ab 1960 im Rostocker Stadtteil Groß Klein. Er arbeitete wieder als Journalist und begann 1954 mit seiner schriftstellerischen Arbeit.
Meyer-Scharffenberg schrieb als 17-Jähriger sein erstes Essay. Er verfasste neben heimatkundlichen Schriften auch Erzählungen, Romane, Feuilletons, Gedichte und Theaterstücke. Er wurde bekannt durch Geschichten (teilweise in niederdeutscher Sprache), in denen er auf realistische Weise den Alltag der mecklenburgischen Dorfbevölkerung schilderte, sowie durch bewusst unsentimental gehaltene Tiergeschichten. Bekanntheit erlangten u. a. Der Mann auf dem Kirr, Die Grasinsel, Der Angstmann, aber auch seine plattdeutschen Dörpgeschichten, die zu den herausragenden in der DDR entstandenen Werken der niederdeutschen Literatur gehören. Als bleibende Leistung Meyer-Scharffenbergs wird auch seine Übertragung von Werken Fritz Reuters aus dem Niederdeutschen ins Hochdeutsche genannt. So wurden Reuters Franzosentid und Dörchläuchtig in der Meyer’schen Fassung als „hochdeutsche Übersetzungen niederdeutscher Denkart entsprungen“ (Gundlach, Theil) gepriesen. Auch durch seine heimatkundlichen Sachbücher wie Zwischen Meer und Bodden oder Zwischen Strom und Haff gilt der Autor und Erzähler Meyer-Scharffenberg als ein wichtiger Chronist Mecklenburgs.
Meyer-Scharffenberg war seit 1936 verheiratet mit Lucie (Edit Klara), geb. Schmidt. Sein Sohn Klaus Meyer ist ebenfalls Schriftsteller.

## Auszeichnungen
Meyer-Scharffenberg erhielt u. a. folgende Auszeichnungen:
- 1960 John-Brinckman-Preis
- 1964 Johannes-R.-Becher-Medaille
- 1973 Vaterländischer Verdienstorden in Bronze.[2]

## Werke
- De Lüd sünd all in de Räuben, 1954, prämiert
- Die Insel Poel und der Klützer Winkel, Rostock 1957
- Fiete im Netz, Berlin 1958
- Todesritt, Räuber und Zimmermann, Schwerin 1958
- Zwischen Strom und Haff, Rostock 1958
- Dörpgeschichten, Rostock 1959
- Des Bürgermeisters Sohn, Schwerin 1960
- Schwerin und seine sieben Seen, Schwerin 1960 (zusammen mit Klaus Nitsche)
- Mecklenburg, Schwerin 1965 (zusammen mit Heinz Föppel)
- Wismar, die Insel Poel und der Klützer Winkel, Rostock 1965
- Die Liebe der Johanna Olsen, Berlin 1966
- Bootsmann Pütt und seine Frauen, Berlin 1967
- Der Mann auf dem Kirr, Berlin 1969
- Zwischen Meer und Bodden, Rostock 1971
- Die Jahre mit Per, Berlin 1972
- Der Angstmann, Rostock 1975
- Grasinsel, Berlin 1975
- Unter dem Poetenhut, Berlin 1977
- Boddengeflunker, Rostock 1978
- Plattdütsch gistern un hüt. 1980. Mit vertonten Werken von Klaus Groth, Fritz Reuter, John Brinckman, Fritz Meyer-Scharffenberg, Rudolf Tarnow. Auswahl und Zusammenstellung: Hans-Joachim Theil, Erzähler: Gerd Micheel, Helga Gunkel u. a. (LITERA 865282/283, 1980). Online auf Youtube[3]
- Zuckerkauken un Koem, 1982, Gedichtsammlung

## Herausgeberschaft
- Timm Kröger: Leute eigener Art. Berlin 1969

## Übersetzungen
- Fritz Reuter: Die Franzosengeschichte. Rostock 1962
- Fritz Reuter: Seine Majestät Dörchläuchting. Rostock 1963